# Baia di Cordova
La baia di Cordova (Cordova Bay) è un'ampia insenatura che si trova nell'Arcipelago di Alessandro (Arcipelago Alexander) nell'Alaska sud-orientale (Stati Uniti d'America).

## Dati fisici
La baia, che si trova nella foresta Nazionale di Tongass (Tongass National Forest), amministrativamente fa parte del Census Area di Prince of Wales-Hyder. Si trova principalmente tra l'isola di Long (Long Island) e l'isola Principe di Galles: a nord-ovest confina con lo stretto di Tlevak (Tlevak Srait); a nord-est confina con l'insenatura di Hetta (Hetta Inlet) e quella di Nutkwa (Nutkwa Inlet), a sud si apre sullo stretto di Dixon mentre a nord confina con lo stretto di Tlevak (Tlevak Strait), con l'insenatura di Hetta (Hetta Inlet) e di Nutkwa (Nutkwa Inlet).

### Isole della baia
Nella baia sono presenti le seguenti principali isole (da nord in senso orario):
- Isola di Mabel (Mabel Island)[4] 54°59′58″N 132°35′49″W - L'isola, la cui massima elevazione è di 44 metri, si trova a circa 1 chilometro dalle coste dell'isola Principe di Galles di fronte all'insenatura di Hassiah (Hassiah Inlet).
- Isole di Ship (Ship Islands)[5] 54°54′08″N 132°31′38″W - Le isole sono divise dall'isola Principe di Galles dal canale di Ship Island (Ship Island Passage).
- Isola di Clump (Clump Island)[6] 54°57′27″N 132°35′31″W - L'isola, lunga 426 metri, è praticamente collegata, tramite bassi fondali, all'isola Principe di Galles.
- Isola di Abalone (Abalone Island)[7] 54°57′14″N 132°35′59″W - L'isola, lunga 160 metri, dista 800 metri dall'isola Principe di Galles.
- Isola di Kassa (Kassa Island)[8] 54°56′41″N 132°29′47″W - L'isola, la cui massima elevazione è 67 metri, si trova all'entrata dell'insenatura di Kassa (Kassa Inlet).
- Isola di Ruth (Ruth Island)[9] 54°53′47″N 132°26′24″W - L'isola si trova all'entrata dell'insenatura di Klakas (Klakas Inlet).
- Isola di Klakas (Klakas Island)[10] 54°53′45″N 132°24′38″W - L'isola si trova all'entrata dell'insenatura di Klakas (Klakas Inlet).
- Isola di Double (Double Island )[11] 54°52′43″N 132°24′06″W - L'isola si trova all'entrata meridionale dell'insenatura di Klakas (Klakas Inlet).
- Isola di Round (Round Island)[12] 54°52′19″N 132°23′55″W - L'isola si trova all'entrata meridionale dell'insenatura di Klakas (Klakas Inlet).
- Isola di Turn (Turn Island)[13] 54°52′08″N 132°23′38″W - L'isola si trova vicino all'insenatura di Klakas (Klakas Inlet).
- Isola di Tah (Tah Island)[14] 54°50′42″N 132°19′39″W - L'isola si trova a circa 500 metri dall'isola Principe di Galles ed è separata dalla baia di Tah (Tah Bay).
- Isola di Anchor (Anchor Island)[15] 54°49′56″N 132°20′22″W - L'isola, lunga 121 metri, si trova vicino alla più grande isola di Tah (Tah Island).
- Isola di Poe (Poe Island)[16] 54°49′48″N 132°26′23″W - L'isola, lunga 61 metri, si trova a nord del gruppo di isole di Barrier (Barrier Islands).
- Isole di Barrier (Barrier Islands)[17] 54°48′05″N 132°26′07″W - Le isole di Barrier sono un gruppo molto numeroso di sole la più gtande delle quali (l'isola di Middle) è lunga quasi 4 chilometri con una elevazione di 35 metri sul livello del mare.
- Isole di Round (Round Islands)[18] 54°46′50″N 132°29′41″W - Le isole di Round si trovano a ovest delle isole di Barrier (Barrier Islands) e sono divise da queste dal canale Egg (Egg Passage).
- Isola di Hessa (Hessa Island)[19] 54°46′43″N 132°19′22″W - L'isola, lunga 2,4 chilometri e con una elevazione di 21 metri sul livello del mare, è separata dall'isola Principe di Galles da meno di 100 metri.
- Isola di Douglass (Douglass Island)[20] 54°45′33″N 132°20′41″W - L'isola si trova a sud dell'isola di Hessa (Hessa Island) ed è separata dal canale Thompson (Thompson Passage).
- Isola di Seagull (Seagull Island)[21] 54°44′43″N 132°19′17″W - L'isola si trova a pochi chilometri dall'estremo sud dell'isola Principe di Galles.

Le seguenti isole si trovano sul lato nord-occidentale della baia:
- Isola di Shoe (Shoe Island)[22] 54°56′59″N 132°44′47″W - L'isola, con una elevazione di 22 metri sul livello del mare, si trova a nord dell'isola di Long (Long Island), a circa 1,2 chilometri dall costa.
- Isola di Lacey (Lacey Island)[23] 54°58′48″N 132°41′22″W - L'isola si trova a circa 3,5 chilometri dalla costa sud dell'isola di Sukkwan (Sukkwan Island).
- Isola di Jackson (Jackson Island)[24] 54°59′05″N 132°43′34″W - L'isola, lunga 2 chilometri e con una elevazione di 71 metri sul livello del mare, si trova a circa mezzo chilometro dalla costa sud dell'isola di Sukkwan (Sukkwan Island); è divisa dall'isola più grande dal canale di Jackson (Jackson Passage); inoltre è posizionata all'entrata sud dello stretto di Tlevak (Tlevak Strait).

### Insenature e altre masse d'acqua
Nella baia sono presenti le seguenti principali insenature (da nord in senso orario):
- Lato est (lungo la costa occidentale dell'isola Principe di Galles):
  - Insenatura di Hassiah (Hassiah Inlet)[25] 55°00′38″N 132°34′34″W - L'insenatura di Kassiah è lunga 4,3 chilometri e condivide sia l'imbocco della baia di Mabel (Mabel Bay) che l'isola di Mabel (Mabel Island).
  - Baia di Mabel (Mabel Bay)[26] 54°59′05″N 132°34′57″W - All'imbocco della baia sono presenti le isole di Mabel (Mabel Island) e Helen (Helen Island).
  - Insenatura di Kassa (Kassa Inlet)[27] 54°57′24″N 132°30′03″W - Al centro dell'insenatura si trova l'isola di Kassa (Kassa Island).
  - Canale di Ship Island (Ship Island Passage)[28] 54°54′38″N 132°31′31″W - All'imbocco della baia sono presenti alcune isole tra cui l'isola di Klakas (Klakas Island) - Collega la baia di Ruth (Ruth Bay) con l'insenatura di Kassa (Kassa Inlet).
  - Baia di Ruth (Ruth Bay)[29] 54°54′23″N 132°25′37″W - All'imbocco della baia sono presenti alcune isole tra cui l'isola di Klakas (Klakas Island)
  - Insenatura di Klakas (Klakas Inlet)[30] 54°59′35″N 132°25′01″W - L'insenatura è un fiordo lungo 21,7 chilometri e largo 2,4 chilometri. All'interno del fiordo si trova la baia di Max (Max Cove), mentre all'imbocco sono presenti alcune isole tra cui l'isola di Klakas (Klakas Island).
  - Baia di Klinkwan (Klinkwan Cove)[31] 54°53′08″N 132°20′52″W - La baia ha la stessa imboccatura della baia di Hunter.
  - Baia di Hunter (Hunter Bay)[32] 54°52′17″N 132°19′52″W - La baia è un fiordo lungo 4,8 chilometri.
  - Baia di Tah (Tah Bay)[33] 54°51′08″N 132°19′31″W - La baia comprende l'[isola di Tah (Tah Island).
  - Canale di Eureka (Eureka Channe)[34] 54°46′40″N 132°22′50″W - Il canale è lungo 6,4 chilometri e divide l'isola "Principe di Galles" dall'arcipelago di isole di Barrier (Barrier Islands). Dal canale si accede alle seguenti masse d'acqua: Thompson Passage, Winter Bay, Hessa Inlet, Little pass, Rocky Pass, Kelp Passage e Egg Passage.
  - Baia di Minnie (Minnie Cutoff)[35] 54°43′00″N 132°18′22″W

- Lato ovest dello stretto (lungo la costa orientale dell'isola di Long (Long Island):
  - Stretto di Kaigani (Kaigani Strait): il lato sud-occidentale della baia di Cordova confina con questo stretto e divide la baia dall'isola di Dall (Dall Island).
  - Baia di Coning (Coning Inlet)[36] 54°49′59″N 132°39′02″W - La baia è lunga 5,6 chilometri. All'interno e a sud della baia si trova la piccola baia di Nina (Nina Cove).
  - Baia di Natoma (Natoma Bay)[37] 54°51′44″N 132°38′07″W - La baia è lunga 2,4 chilometri. All'ingresso della baia sono presenti due piccole isole chiamate "Breeze".
  - Baia di Elbow (Elbow Bay)[38] 54°54′17″N 132°39′37″W - La baia è lunga 2,4 chilometri. All'ingresso della baia sono presenti due piccole isole chiamate "Breeze".
  - Baia di Dova (Dova Bay)[39] 54°55′13″N 132°43′42″W
  - Stretto di Tlevak (Tlevak Strait): con questo stretto la baia di Cordova si chiude nella parte nord-occidentale.

- Lato nord in prossimità della costa meridionale dell'isola di Sukkwan (Sukkwan Island):
  - Canale di Jackson (Jackson Passage)[40] 54°59′15″N 132°44′36″W - Il canale marino divide l'isola di Jackson (Jackson Island) dall'isola di Sukkwan (Sukkwan Island).
  - Insenatura di Hetta (Hetta Inlet)[41] 55°07′26″N 132°38′36″W - Collega la baia di Cordova (Cordova Bay) con lo stretto di Sukkwan.
  - Insenatura di Nutkwa (Nutkwa Inlet)[42] 55°05′22″N 132°34′31″W - L'insenatura di Nutkwa divide a nord la baia di Cordova con l'isola "Principe di Galles".

### Promontori
Nella baia sono presenti i seguenti promontori (da nord in senso orario):
- Lato est (lungo la costa occidentale dell'isola Principe di Galles):
  - Promontorio di Kassa (Kassa Point)[43] 54°55′19″N 132°31′31″W - Il promontorio ha una elevazione di 19 metri e si trova a nord del canale Ship Island (Ship Island Passage).
  - Promontorio di Shipwreck (Shipwreck Point)[44] 54°54′00″N 132°29′23″W - Il promontorio ha una elevazione di 33 metri e si trova a sud del canale Ship Island (Ship Island Passage).
  - Promontorio di Grave (Grave Point)[45] 54°53′41″N 132°22′23″W - Il promontorio ha una elevazione di 7 metri e si trova nei pressi della baia di Klinkwan (Klinkwan Cove).
  - Promontorio di Leading (Leading Point)[46] 54°48′31″N 132°22′06″W - Il promontorio ha una elevazione di 6 metri e si trova di fronte al gruppo delle isole di Barrier (Barrier Islands).
  - Promontorio di Whirlpool (Whirlpool Point)[47] 54°46′53″N 132°18′24″W - Il promontorio ha una elevazione di 33 metri e si trova all'entrata dell'insenatura di Hessa (Hessa Inlet).
  - Promontorio di Mexico (Mexico Point)[48] 54°45′27″N 132°22′09″W - Il promontorio ha una elevazione di 13 metri e si trova nel gruppo delle isole di Barrier (Barrier Islands).

- Lato ovest dello stretto (lungo la costa orientale dell'isola di Long (Long Island):
  - Promontorio di Coning (Coning Point)[49] 55°50′31″N 132°38′08″W - Il promontorio divide la baia di Natoma (Natoma Bay) dalla baia di Coning (Coning Inlet).
  - Promontorio di Natoma (Natoma Point)[50] 55°52′26″N 132°37′30″W - Il promontorio, con una elevazione di 6 m s.l.m., si trova all'entrata settentrionale della baia di Natoma (Natoma Bay).

- Lato nord in prossimità della costa meridionale dell'isola di Sukkwan (Sukkwan Island):
  - Promontorio di Lime (Lime Point)[51] 55°03′17″N 132°37′41″W - Il promontorio, con una elevazione di 42 m s.l.m., si trova su una penisola dell'isola Principe di Galles) e divide l'insenatura di Hetta (Hetta Inlet) dall'insenatura di Nutkwa (Nutkwa Inlet).

## Etimologia
Il nome fu definito dal tenente esploratore spagnolo Don Jacinto Caamaño nel 1792, in onore dell'ammiraglio Luis de Córdova y Córdova. Il nome fu pubblicato da George Vancouver nel 1798.